# 利希特
利希特（德語：Lichte，發音：[ˈlɪçtə] ⓘ）是德国图林根州松讷贝格县曾经的一个市镇，面积19.36平方千米，2017年12月31日人口为1,526人。2019年1月1日，利希特与市镇皮绍并入市镇伦韦格地区诺伊豪斯。